# Sergio Postigo Redondo
|  | Per a altres significats, vegeu «Sergio Postigo». |

Sergio Postigo Redondo (Madrid, 4 de novembre de 1988), conegut esportivament com a Postigo, és un futbolista espanyol que juga com a defensa, actualment al CD Mirandés.
Anteriorment jugava al Llevant UE.